# ينس جرام
ينس جرام هو شخصية أعمال نرويجي، ولد في 15 نوفمبر 1840، وتوفي في 22 يناير 1912.